# Tartak, Baranivka
Tartak (în ucraineană Тартак) este un sat în așezarea urbană Kameanîi Brid din raionul Baranivka, regiunea Jîtomîr, Ucraina.

## Demografie
Componența lingvistică a localității Tartak
     Ucraineană (99,47%)
     Alte limbi (0,53%)
Conform recensământului din 2001, majoritatea populației localității Tartak era vorbitoare de ucraineană (99,47%), existând în minoritate și vorbitori de alte limbi.